# Station Väse
Station Väse is een spoorwegstation aan de Värmlandsbanan in  de Zweedse plaats Väse.

## Treinverbindingen
| Serie | Treinsoort       | Route                                                                                                   | Bijzonderheden |
| ----- | ---------------- | --- | --- |
| 70    | Stoptrein (VTAB) | (Kongsvinger – ) Charlottenberg – Arvika – Kil – Karlstad – Väse – Kristinehamn ( – Degerfors – Örebro) | Een aantal treinen per dag vanaf Kongsvinger en tot Örebro. Stopt beperkt op de haltes Ås, Lerot, Ottebol, Brunsberg en Lene. |